# Gulo minor
Gulo minor (росомаха мала) — вимерлий вид хижих ссавців з роду росомах.
Зразок виду походить імовірно з пліоценових відкладень у басейні річки Адичі. Gulo minor імовірно можна віднести до найбільш ранніх представників роду Gulo.